# Happy Sugar Life
Happy Sugar Life (ハッピーシュガーライフ?, Happī Shugā Raifu) è un manga scritto e disegnato da Tomiyaki Kagisora, serializzato sulla rivista Gangan Joker di Square Enix dal 22 maggio 2015 al 22 giugno 2019. Un adattamento anime, prodotto da Ezo'la, è stato trasmesso in Giappone dal 13 luglio al 28 settembre 2018.

## Trama
Satō Matsuzaka, è in apparenza una ragazza normale, orfana, bella e popolare tra i maschi, che ha l'abitudine di andare ogni giorno con un ragazzo diverso. Questo finché non entra nella sua vita la piccola Shio Kōbe, una dolce bambina, che accoglie in casa sua trattandola con mille riguardi e che rende la sua vita dolce, come l'amore che prova per lei. Tuttavia, Satō gentile e posata in apparenza è in realtà psicologicamente instabile e pericolosa, fa di tutto per tenere segregata Shio in casa, e non lascia che nessuno la incontri, per non rovinare la sua dolce vita felice (da qui il titolo) con la bimba che ama. Ma questo cambierà quando da un giorno all'altro apparirà  Asahi, un vagabondo che inizia ad appendere manifesti con la foto di Shio, nel quartiere (In realtà Matsuzaka è innamorata di Shio).

## Personaggi
Satō Matsuzaka (松坂 さとう?, Matsuzaka Satō)
Doppiata da: Kana Hanazawa.
La protagonista della storia, una bella ragazza con i capelli e gli occhi rosa, è molto popolare tra i ragazzi e gli uomini più grandi, e all'inizio accettava ogni richiesta di fidanzamento da tutti i suoi ammiratori per cercare il significato del vero amore. Orfana da quando era più piccola, è stata affidata a sua zia, una donna completamente pazza che le ha sempre insegnato la sua visione deviata di amore: un amore da dare a tutti, e sottostare anche al tipo di amore che si riceve. Crescendo, Satō si è distaccata da questo pensiero e ha iniziato a cercare l'amore vero tra le braccia di chi le si dichiarava (nel manga viene specificato che ha avuto relazioni e rapporti sessuali anche con uomini più grandi di lei). Tutto questo finisce quando incontra Shio, che l'ha conquistata con la sua dolcezza e il suo amore puro di bambina; da allora Satō porta Shio in un appartamento vuoto, vivendo con la piccola giorni di dolcezza e amore puro e platonico, e lavorando part-time come cameriera, per mantenersi. All'apparenza gentile, dolce e disponibile, si rivela essere una ragazza manipolatrice, gelosa e violenta, quando si minaccia la sua vita con Shio.
Shio Kōbe (神戸 しお?, Kōbe Shio)
Doppiata da: Misaki Kuno.
Co-protagonista. una bambina di circa 10 anni con i capelli blu scuro e gli occhi azzurri. Dolce, affettuosa e innocente, con una grande purezza nonostante la tristezza che ha provato nella sua vita. Figlia di una giovanissima coppia, il padre violento abusava di sua moglie e dei suoi figli. Per salvaguardare la vita di Shio, sua madre la prese e scappò via con lei in una casa spoglia per diversi anni, proibendole di uscire fuori casa. Un giorno, però, Shio insiste nel voler uscire di casa, e dopo aver disubbidito a sua madre nel tenerle sempre la mano, la donna, una volta ritornata nel suo nascondiglio, decide di portarla da qualche parte e abbandonarla, asserendo che non aveva più bisogno di lei. Shio rimane da sola ma, quando viene ritrovata da Sato, la bambina le augura col cuore di trovare una persona che la ami e riempia il suo vuoto nel cuore. Sato allora la porta con sé e da quel momento Shio sembra aver dimenticato la sua vita prima di Sato, trovando nella ragazza l'unica persona che abbia davvero amato.
Asahi Kōbe (神戸 あさひ?, Kōbe Asahi)
Doppiato da: Yumiri Hanamori
Il fratello maggiore di Shio. Permise alla madre e alla sorella di scappare rimanendo a casa e subendo terribili violenze da parte del padre, nella speranza di andare a vivere insieme a loro un giorno. Alla morte improvvisa del padre, raggiunge il nascondiglio della madre e, appreso di quanto successo nel frattempo a Shio, decide di appendere per la città volantini con la sua foto, finendo per vivere come un vagabondo.
Taiyō Mitsuboshi (三星 太陽?, Mitsuboshi Taiyō)
Un giovane collega di Matsuzaka. Dopo aver subito violenze sessuali da parte della direttrice del locale in cui lavorava, rimane terrorizzato dalle donne adulte e sviluppa una perversa attrazione nei confronti di Shio, che considera un angelo purificatore.
Shōko Hida (飛騨 しょうこ?, Hida Shōko)
Collega di Matsuzaka e sua amica più intima. Proviene da una famiglia dalla mentalità rigida, a cui mente per uscire con vari ragazzi. Lungo la serie, i sospetti sullo strano comportamento di Matsuzaka la porteranno a cercare un collegamento tra quest'ultima e la bambina che Asahi, di cui Shoko è innamorata, sta cercando.

## Media

### Manga
Il manga, scritto e disegnato da Tomiyaki Kagisora, è stato serializzato sulla rivista Gangan Joker di Square Enix dal 22 maggio 2015 al 22 giugno 2019. Il primo volume tankōbon è stato pubblicato il 22 ottobre 2015 e al 22 luglio 2019 ne sono stati messi in vendita in tutto dieci. Un undicesimo volume extra è stato pubblicato il 22 giugno 2022. Negli Stati Uniti i diritti di distribuzione in lingua inglese sono stati acquistati da Yen Press.

#### Volumi
| Nº | Data di prima pubblicazione | Data di prima pubblicazione | Data di prima pubblicazione |
| Nº | Giapponese                  | Giapponese                  |                             |
| -- | --------------------------- | --------------------------- | --------------------------- |
| 1  | 22 ottobre 2015             | ISBN 978-4-7575-4769-8      |                             |
| 2  | 22 dicembre 2015            | ISBN 978-4-7575-4839-8      |                             |
| 3  | 21 maggio 2016              | ISBN 978-4-7575-4986-9      |                             |
| 4  | 22 novembre 2016            | ISBN 978-4-7575-5158-9      |                             |
| 5  | 22 maggio 2017              | ISBN 978-4-7575-5350-7      |                             |
| 6  | 22 agosto 2017              | ISBN 978-4-7575-5452-8      |                             |
| 7  | 22 marzo 2018               | ISBN 978-4-7575-5580-8      |                             |
| 8  | 22 giugno 2018              | ISBN 978-4-7575-5755-0      |                             |
| 9  | 22 luglio 2019              | ISBN 978-4-7575-6190-8      |                             |
| 10 | 22 luglio 2019              | ISBN 978-4-7575-6191-5      |                             |
| 11 | 22 giugno 2022              | ISBN 978-4-7575-7971-2      |                             |

### Anime
Annunciato il 22 marzo 2018 su Gangan Joker, un adattamento anime, prodotto da Ez'la e diretto da Nobuyoshi Nagayama, è stato trasmesso in Giappone dal 13 luglio al 28 settembre 2018 nel contenitore Animeism su MBS, TBS, BS-TBS e AT-X. La composizione della serie è a cura di Tōko Machida, mentre la colonna sonora è stata composta da Kōichirō Kameyama. La sigla d'apertura One Room Sugar Life (ワンルームシュガーライフ?, Wan Rūmu Shugā Raifu) è cantata da Akari Nanawo mentre quella di chiusura è Sweet Hurt di Reona. La serie è stata trasmessa in simulcast in versione sottotitolata nel resto del mondo su Prime Video.

#### Episodi
| Nº | Titolo italiano Giapponese 「Kanji」 - Rōmaji                                                                         | In onda           | In onda |
| Nº | Titolo italiano Giapponese 「Kanji」 - Rōmaji                                                                         | Giapponese        |         |
| 1  | 1st Life: La Sugar Girl mangia amore 「砂糖少女は愛を食む」 - Satō shōjo wa ai o hamu                                 | 13 luglio 2018    |         |
| 2  | 2nd Life: Il Piccolo Giardino di Shio 「しおの箱庭」 - Shio no hakoniwa                                               | 20 luglio 2018    |         |
| 3  | 3rd Life: Una Lunga Notte Monocromatica 「モノクロームの長い夜」 - Monokurōmu no nagai yoru                           | 27 luglio 2018    |         |
| 4  | 4th Life: La Sugar Girl Non Se Ne Accorge 「砂糖少女は気づかない」 - Satō shōjo wa kizukanai                          | 3 agosto 2018     |         |
| 5  | 5th Life: Il Sapore del Crimine e il Sapore della Punizione 「罪の味、罰の味」 - Tsumi no aji, batsu no aji           | 10 agosto 2018    |         |
| 6  | 6th Life: Giriamo Intorno alla Luna 「私達は、月の周りを回っている」 - Watashi-tachi wa, tsuki no mawari o mawatteiru | 17 agosto 2018    |         |
| 7  | 7th Life: Di Cos’è Fatta Una Sugar Girl 「砂糖少女の原材料」 - Satō shōjo no genzairyō                                | 24 agosto 2018    |         |
| 8  | 8th Life: Appartamento N. 1208 「1208号室」 - Ichi-ni-zero-hachi gōshitsu                                             | 31 agosto 2018    |         |
| 9  | 9th Life: Pioggia che Scompare 「融解レイン」 - Yūkai rein                                                            | 7 settembre 2018  |         |
| 10 | 10th Life: Una Proposta Sotto un Cielo Stellato 「星空のプロポーズ」 - Hoshizora no puropōzu                          | 14 settembre 2018 |         |
| 11 | 11th Life: Un Momento Eterno con Te 「永遠の一瞬を、貴方と。」 - Eien no isshun o, anata to.                          | 21 settembre 2018 |         |
| 12 | 12th Life: Happy Sugar Life 「ハッピーシュガーライフ」 - Happī shugā raifu                                            | 28 settembre 2018 |         |